# Кара-Мурза Сергій Георгійович
Сергі́й Гео́ргійович Кара́-Мурза́ (рос. Сергей Георгиевич Кара-Мурза; *23 січня 1939, Москва, СРСР) — радянський та російський вчений, хімік, публіцист, історик, соціолог, політолог, доктор хімічних наук. Колишній функціонер КПРС, один з сучасних ідеологів КПРФ. Фундатор історіософської концепції «радянської цивілізації».

## Біографія
В 1956–1961 навчався на хімічному факультеті МДУ ім. М. В. Ломоносова, после закінчення якого деякий час працював хіміком.
В 1961–1968 рр. — співробітник та аспірант Інституту хімії природних сполук АН СРСР, потім Інституту органічної хімії АН СРСР, де в 1966 захістив кандидатську дисертацію з хімії.
В 1966–1968 та 1970–1972 рр. працював по лінії КПРС на Кубі. Після чого покинув хімію та перейшов на партійну роботу, займався питаннями наукової політики КПРС.
В 1968–1990 працював співробітником, керівником відділу, заступником директора Інституту історії природознавства та техніки АН СРСР. В 1983 році в тому ж інституті захистив докторську дисертацію з історії науки.на тему «Роль дослідницьких методів в формуванні сучасної органічної хімії і біології».
В 1986–1991 працював в ЦК КПРС експертом з керування наукою. В 1988 отримав звання професора. В 1990–2000 рр. головний науковий співробітник, начальник сектору розвитку Центруу з наукової та промислової політики Міністерства науки і промисловості Російської Федерації.
Автор популярних праць з історії СРСР, теорії науки, соціології, політології. Як автор політичних робіт виступає прихильником СРСР й державного планування економіки, критиком західних демократій та кольорових революцій. Член Спілки письменників Росії. Головний науковий співробітник Інституту соціально-політичних досліджень Російської Академії наук. Член Експертної ради видання «Політичний журнал». Завідувач відділу комплексних проблем розвитку Російського дослідного інституту економіки, політики та права у сфері науки та техніки. Працю Кара-Мурзи «Маніпуляція свідомістю» включено до навчальних курсів із соціології.
Характеризуючи події Євромайдану, назвав владу Майдану «бандою, яка руйнує владу».

## Окремі праці
- Кара-Мурза С. Г. Продажа земли. Кто найдёт и кто потеряет?. К.: «Оріяни», 1999,. 64 с.
- Кара-Мурза С. Г. Советская цивилизация (в 2-х тт.). Москва: «Алгоритм», 2001.